# さわやかラジオ かめばかむほど
さわやかラジオ かめばかむほどは、1994年10月3日から2002年3月29日まで西日本放送ラジオ（RNCラジオ）で平日7:00 - 11:00に放送されていた平日朝のラジオワイド番組。

## 備考
- 番組サブタイトルの「かめばかむほど」は、担当パーソナリティ亀谷哲也の氏名から引用している。
- 亀谷は、8年間にわたってこの番組を担当、朝のRNCラジオの顔として活躍したが、メインパーソナリティの交代にともない、同サブタイトルでの放送を終了、岸たけしを新パーソナリティとする「さわやかラジオ きょうも一日きし、快晴!」に引き継がれた。

## タイムテーブル（末期）
- 07:00 ニュースメモ･お出かけ情報
- 07:05 ニュース
- 07:10 おはようニュース塾（LF）
- 07:25 歌のない歌謡曲
- 07:40 天気予報
- 07:42 交通情報
- 07:45 日産フラッシュジャーナル
- 07:57 今日のレースガイド
- 08:00 四国新聞ニュース
- 08:05 スポーツ情報局
- 08:10 SUZUKIハッピーモーニング 沢口靖子のいってらっしゃい
- 08:15 交通情報
- 08:20 武田鉄矢・今朝の三枚おろし
- 08:30

(木)まんのう公園インフォメーション!
(金)三越M'sシティウィークエンド情報
- 08:35 朝の歳時記
- 08:40 安全運転のあなたへ
- 08:45 交通情報
- 08:50 情報モア!
- 08:55 天気予報
- 09:00 おはようホットライン
- 09:05 四国新聞ニュース
- 09:10 スイートプレゼントあの人にありがとう
- 09:15 なんでも・かんでも
- 09:20

(月)さわやかクイズ
(火)四国百山を訪ねて
(水)ラジオショッピング
(木)さわやか
- 09:30 今日のスパイス
- 09:40 おはようセーフティロード
- 09:45 天気予報
- 09:50 コトデンそごうモーニングシャワー（コトデンそごう）
- 09:55 四国新聞ニュース
- 10:00 ふるさとプレゼント(日本通運)
- 10:05 日本の旅(ホテルかずら橋)
- 10:10 テレマートラジオショッピング(テレマート)
- 10:15 純喫茶・谷村新司(トヨタ自動車)
- 10:25 ちょっとヒントでDIY!(西村ジョイ)
- 10:30 交通情報
- 10:32 ザ･主婦のお料理ポン!
- 10:35 ちびっこ バンザイ!(タカキベーカリー)
- 10:40 ちょこっとクイズ
- 10:45 サウンドバラエティー 奥様情報 ちょっといい話ですよ(香川証券)
- 10:50 四国新聞ニュース
- 10:55 エンディング

| 西日本放送ラジオ（RNCラジオ） 月 - 金曜7:00 - 11:00 | 西日本放送ラジオ（RNCラジオ） 月 - 金曜7:00 - 11:00 | 西日本放送ラジオ（RNCラジオ） 月 - 金曜7:00 - 11:00 |
| 前番組                                              | 番組名                                              | 次番組                                              |
| --------------------------------------------------- | --------------------------------------------------- | --------------------------------------------------- |
| さわやかラジオ おはよううねやん!!です               | さわやかラジオ かめばかむほど                       | さわやかラジオ きょうも一日きし、快晴!              |